# Saarijärvi (sjö i Enare, Lappland, väster om Jäävaara)
Saarijärvi eller Lavkapeälladdok är en sjö i kommunen Enare i landskapet Lappland i Finland. Sjön ligger 109,4 meter över havet. Arean är 38 hektar och strandlinjen är 5,99 kilometer lång. Sjön  ingår i Neidenälvens huvudavrinningsområde.   Den ligger omkring 370 kilometer norr om Rovaniemi och omkring 1100 kilometer norr om Helsingfors. 